# Husik I (santo)
Husik I, a menudo conocido como Husik' (en armenio: Սբ. Հուսիկ Ա. Պարթև) fue un santo católico de la Santa Iglesia Apostólica de Armenia que vivió en el siglo IV. Fue el cuarto Catolicós en la línea de sucesión de Partia inmediatamente después de Gregorio I el Iluminador,  san Arisdaches y san Vrtanes I.
Husik era hijo de Vrtanes I y madre de nombre desconocido y tenía un hermano llamado Grigoris que fue martirizado en la Albania caucásica (murió c. 330-340). Su tío paterno fue Aristócrates I y su abuelo paterno fue el gran Gregorio el Iluminador.
Aunque Husik nació, se educó y se ordenó en Caesarea Capadocia; también pasó parte de su vida en la Corte arsácida de Rey Tigranes VII (Tirán). Husik se casó en algún momento con una princesa arsácida que era hija, de nombre desconocido, de Tiridates III de Armenia y Ashkhen. Con su esposa, Husik tuvo dos hijos:
- Papas (Pap), que renunció a su cargo de Catholicos en 348. Se casó con Varazdoukht, una princesa arsácida que era una de las hermanas de Tigranes VII.
- At'anaganes, que se casó con Bambish, una princesa arsácida, hermana de Varazdoukht y de Tirán de Tigranes VII.[3] A través de su segundo hijo, Husik fue el abuelo del Catholicos,  Nerses I.[4]

Se convirtió en el nuevo Catholicos después de su padre y reinó desde 341 hasta 347. Husik fue un verdadero seguidor de las virtudes de su familia. Durante su reinado, Husik denunció los males del rey Tigranes VII y de los cortesanos del rey. Llegó a tal punto que Husik trató de prohibir la entrada de Tigranes VII y sus asociados a la iglesia en el momento de una fiesta. Por este acto que Husik hizo al rey Tigranes VII y sus asociados, Husik murió como un mártir cristiano al ser apaleado hasta la muerte. Husik, junto con su hermano y los miembros de su familia, son todos santos en la Iglesia Apostólica Armenia.